# Solidere
La Société libanaise pour le développement et la reconstruction du centre-ville de Beyrouth, plus connue sous le nom de Solidere est une société anonyme libanaise chargée de la reconstruction du centre-ville de Beyrouth, après la fin de la guerre du Liban en 1990.
Solidere fut fondée le 5 mai 1994 sous l'autorité du conseil du développement et de la reconstruction sur l'initiative du premier ministre Rafik Hariri.

## Finances
Les actions de Solidere sont cotées à la bourse de Beyrouth et ses opérations de dépôt global à la bourse de Londres. Le prix des actions sur l’échange de Beyrouth a considérablement augmenté entre 2004 et Septembre 2008, passant d’environ 5 dollars à un maximum de 39 dollars. Entre 1995 et 2015, Solidere a approuvé plus d’1 milliard de dollars en dividendes à ses actionnaires.
Les 36 000 actionnaires de Solidere sont libanais et arabes, des banques et des fonds arabes ou internationaux. Les actions sont en deux categories: Actions A détenues par les anciens propriétaires et Actions B par des nouveaux investisseurs. La part de Rafik Hariri dans la société a été un sujet controversé dans le paysage politique libanais, certaines rumeurs disant qu’il possédait une participation majoritaire dans Solidere avant son assassinat en 2005, et la famille Hairi continue d’être un actionnaire principal aujourd’hui. Cependant, la famille Hariri a rejeté ces rumeurs, affirmant qu’elle ne possède que 6 % des actions de la société. La loi interdit à tout actionnaire d'acquérir plus de 10 % du capital de la société, directement ou indirectement.
Depuis le début de la crise financière fin 2019, des déposants libanais ont investi dans le secteur foncier pour sauver leurs économies bloquées sur leurs comptes en devises . À l’instar de nombreux propriétaires terriens et promoteurs immobiliers, Solidere a profité de cet engouement pour se refaire une santé.
Après avoir accusé 115,7 millions de dollars de pertes en 2018, l’entreprise est sortie du rouge en 2019 avec un bénéfice de 42,14 millions de dollars et a poursuivi sur sa lancée au premier semestre de 2020 avec un profit estimé à 38,07 millions de dollars fin juin.
En attendant la publication de ses résultats annuels, dont l’audit est prévu en juin 2021, Solidere a annoncé début janvier avoir réalisé des ventes pour un montant total de 393 millions de dollars en 2020, un chiffre en hausse de plus de 33% par rapport à l’année précédente, et remboursé la quasi-intégralité de ses dettes bancaires, soit plus de 200 millions de dollars.
En un an, la valeur des terrains de Solidere a augmenté de 30 à 40%. Avec «une participation majoritaire dans Solidere International, évaluée à 351 millions de dollars», et une réserve foncière sans équivalent au Liban, «dont une partie située face à la plage, ainsi que des actifs à Zaytuna Bay et dans les deux marinas», entre autres, Solidere reste le plus grand joueur sur le marché.
Les actions A et B de Solidere ont vu leurs cours s’envoler en 2020, passant respectivement de 7,3 à 18,5 dollars et de 7,29 à 18,29 dollars. Selon le directeur au marché des capitaux de la FFA Private Bank, Faysal Barbir, le prix des actions pourrait continuer à augmenter «tant qu’il y a cette corrélation inverse entre la demande en immobilier et la confiance dans le secteur bancaire».

## Critiques

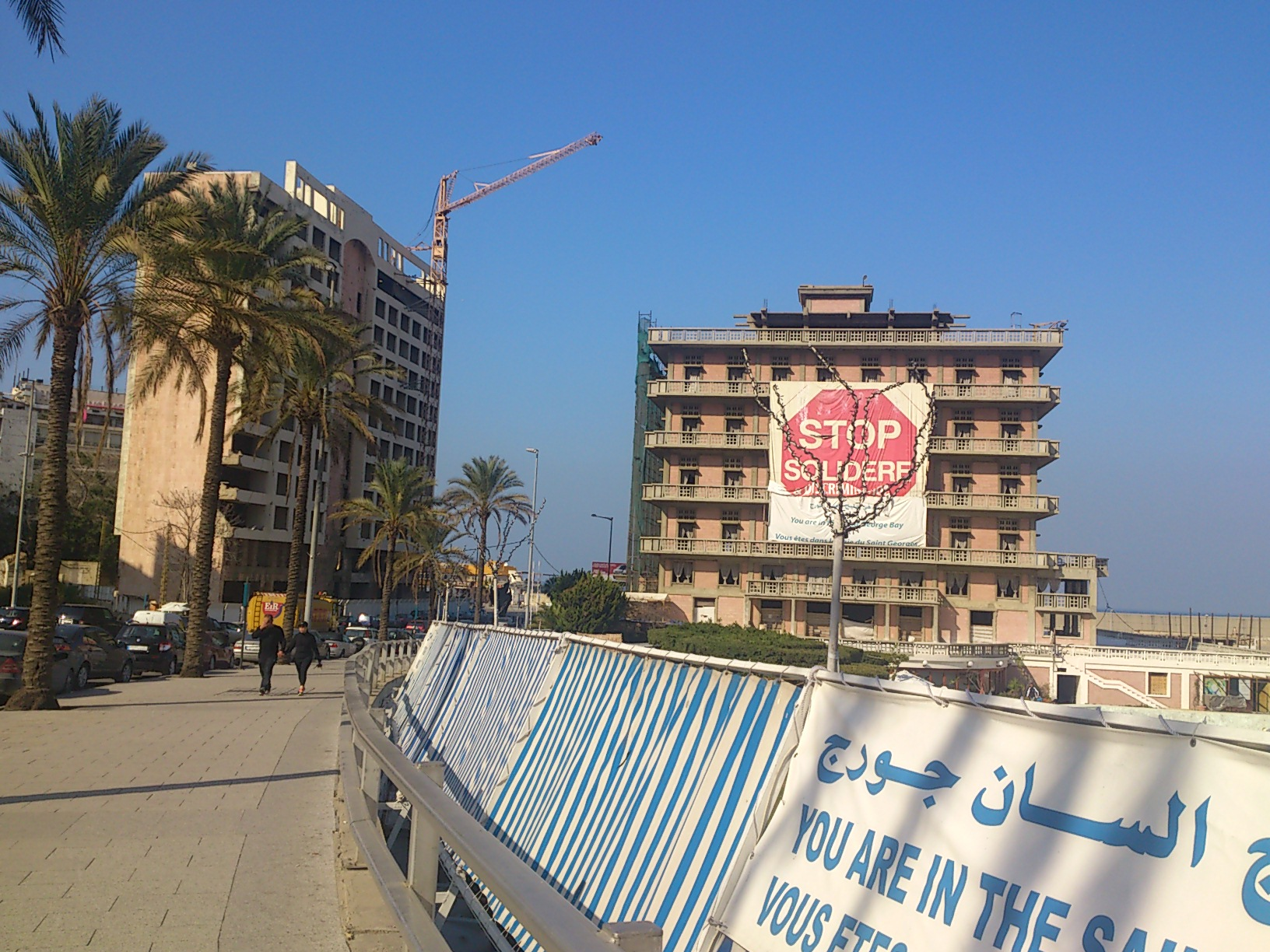
Signe de protestation sur l'hôtel Saint-Georges à Beyrouth